# شوک (فیلم ۲۰۲۱)
شوک (به انگلیسی: Jolt) یا تکان خوردن فیلمی محصول سال ۲۰۲۱ و به کارگردانی تانیا وکسلر است. در این فیلم بازیگرانی همچون کیت بکینسیل، بابی کاناوله، لاورن کاکس، استنلی توچی، جای کورتنی، دیوید بردلی، آوری فیفر و سوزان ساراندون ایفای نقش کرده‌اند.